# Metal Storm
Metal Storm — австралийская оружейная компания, располагавшаяся в Брисбене и существовавшая в 1983—2012 годах.
Компанией разработана система гранатомётов и пулемётов, отличительной особенностью которых является нарезной ствол с электронной схемой управления стрельбой, не имеющий подвижных деталей. Воспламенение зарядов — электроимпульсное. В зависимости от типа боеприпасов в стволе могут находиться от 3 до 6 снарядов.